# 二十世紀研究所
二十世紀研究所（にじっせいきけんきゅうじょ）は、1946年2月28日に設立された戦後日本の財団法人である。「社会科学および哲学の研究と普及」を目的に、「二十世紀教室」という講習会の開催と、その講義録の出版を主要な活動とした。敗戦日本の花形論客が揃い、最盛期には20名の研究員、10名以上の外部講師および執筆者、13名の事務局員を擁したが、経済的に行き詰まり、1948年に事実上、活動を停止した。財団法人としては1987年6月まで存続した。

## 概要
立教大学教授の細入藤太郎が、父の兄から「何か世間の役に立つことに使いなさい」とかなりの金を渡され、1946年1月20日、細入が戦争中に太平洋協会のアメリカ研究室で知り合った清水幾太郎と清水の旧知の大河内一男に、「お金が、これだけあるんだけれども、どうしよう」と相談して、この金を資金に「財団法人二十世紀研究所」が創られ、出資者の細入が理事長、清水が理事兼所長、大河内が理事となる。のちに児玉誉士夫の証言により、細入が設立資金として寄付した100万円の出所は、児玉が戦時中に海軍航空本部の資材収集のために上海に設立した児玉機関の蓄財の一部だったことがわかった。児玉の部下に細入の実弟がおり、終戦時に児玉機関の財産処理を米内光政海軍大将から一任された児玉は、GHQから総長らの教職追放を命じられた立教大学に対して、荒廃した大学再建のために多額の資金を寄付していた。
細入からの寄付の申し出を得た清水は、戦前からジョン・デューイの研究者であったことからプラグマティズムの考え方によって現代を見る方法の実践場として研究所を設立。戦前から大学を社会人に開放することを主張しており、それが実現されることとなった。
研究所は東京都港区芝公園の中央労働会館内におかれ、「社会科学および哲学の研究と普及」を掲げて研究会活動、全国での講演会、紀要や単行本の刊行などをおこなった。労働会館内に事務局、研究室、教室の大小3つの部屋を借りていた。
発足当時の東京での一般向け活動では、原書の講読など大学、あるいはそれ以上のレベルの講座がおこなわれ、大盛況だった。
質問項目「一身上の困った問題が起こった場合、あなたは誰に相談しますか」などの農村調査もおこなっていた。
所員は、清水の友人の宮城音弥や福田恆存・高橋義孝・渡辺慧・中野好夫・大河内一男らと、清水の旧知ではなかったが勧誘した丸山眞男・林健太郎・久野収らからなる。清水は丸山に是非とも所員になってほしいと思い、事務局員に名刺を持たせ参加を誘い、丸山は旧知の林に相談して所員になったという。
所員らはしばしばメディアにも登場して活躍したが、猛烈なインフレにより研究所の運営が次第に苦しくなったこと、また、大学や総合雑誌の機能と権威が回復していったことなどを背景に、設立より3年足らずの1948年秋に活動を停止した。
ただし、財団法人を解散したわけではなく、この時停止したのは「社会科学および哲学の研究と普及」という目的のうちの「普及」活動（講演会活動など）だった。「研究」活動の方はその後も小規模ながら継続して行われた。財団法人の解散は1987年6月。細入によると、設立資金の残金は清水が日本赤十字社に寄付したという。

## 参加メンバー
所員の多くは戦後史に名を残す錚々たる知識人であった。
- 経済地理　飯塚浩二
- 法　学　磯田進
- 経済学　大河内一男（理事）
- 法　学　川島武宜
- 経済学　岸本誠二郎
- 哲　学　久野収
- 社会学　清水幾太郎（理事、所長）
- 哲　学　下村寅太郎
- 経済学　高島善哉
- 文　学　高橋義孝
- 文　学　中野好夫
- 経済学　迫間眞治郎
- 歴史学　林健太郎
- 文　学　福田恆存
- 文　学　細入藤太郎（理事長）
- 哲　学　真下信一
- 政治学　丸山眞男
- 心理学　宮城音弥（副所長）
- 教育学　宗像誠也
- 物理学　渡辺慧

（五十音順）
庄司武史の調査によると、所員への就任が予定されていたものの実現しなかったメンバーに、牧野巽（社会学）、山田雄三（経済学）、宮澤俊義（法学）、岡義武（政治学）、金子武蔵（哲学）、ヨハネス・バプティスタ・クラウス（哲学）、渡辺光（地理学）、宮原誠一（教育学）、渡辺一夫（文学）、矢野健太郎（自然科学）がいた。

## 参考資料
- 竹内, 洋『メディアと知識人 - 清水幾太郎の覇権と忘却』中央公論新社、2012年。ISBN 978-4120044052。
- 庄司，武史「財団法人二十世紀研究所の事業と思想：終戦直後における知識人活動の一事例」社会思想史学会『社会思想史研究』第47号、2023年。
- 庄司，武史「財団法人二十世紀研究所について：国立公文書館所蔵特定歴史公文書等から」首都大学東京人文科学研究科『人文学報』516-1号、2020年。
- 奥武則『増補 論壇の戦後史』(平凡社ライブラリー) 第１章「悔恨共同体」からの出発－二十世紀研究所のこと